# Distritos do Chipre do Norte
O Chipre do Norte está dividido em seis distritos, que também são divididos em 12 subdistritos. Cada distrito é governado por um governador. Em 27 de dezembro de 2016, a Assembleia da República decidiu por unanimidade que o subdistrito de Lefka seria separado do distrito de Güzelyurt, estabelecendo o distrito de Lefke como o sexto distrito do Norte de Chipre.
| Distrito   | Sub-distritos                       | Capital          | População (2011) | Área de pouso | Densidade populacional | Governador           |
| ---------- | ----------------------------------- | ---------------- | ---------------- | ------------- | ---------------------- | -------------------- |
| Gazimağusa | - Mağusa - Akdoğan - Geçitkale      | Famagusta        | 69.838           | 997           | 70,05                  | Beran Bertuğ         |
| Girne      | - Girne - Çamlıbel                  | Cirênia          | 73.577           | 690           | 106,63                 | Mehmet Envergil      |
| Güzelyurt  | - Güzelyurt                         | Morfu            | 20.045           |               |                        | Menteş Gündüz        |
| İskele     | - İskele - Mehmetçik - Yeni Erenköy | Trikomo          | 23.356           | 774           | 30,18                  | Bünyamin Merhametsiz |
| Lefke      | - Lefka                             | Lefka            | 11.071           |               |                        | Sadi Güneş           |
| Nicósia    | - Nicósia - Değirmenlik             | Nicósia do Norte | 98,739           | 513           | 192,47                 | Kemal Deniz Dana     |